# 赵明远 (演员)
赵明远（1981年—2023年10月14日），中国大陆演员，演员王小利的徒弟，曾因其师王小利在录制期间身体欠佳而在《乡村爱情13》中饰王小利长期扮演的角色刘能，但在随后的《乡村爱情14》中刘能重新由王小利饰演，赵明远饰心理医生角色。赵明远还在喜剧《鹊刀门传奇》中饰高大毛徒弟戊。
2023年10月14日，赵明远因突发腦出血抢救无效逝世，年仅42岁。